# ナディネ・クライナート
ナディネ・クライナート（ Nadine Kleinert、旧姓Schmitt、1975年10月20日 - ）は、ドイツの陸上競技選手、専門は砲丸投。アテネオリンピック女子砲丸投銀メダリスト。身長190cm、体重90kg。ザクセン＝アンハルト州マクデブルク出身。1998、2000、2001、2005、2008年ドイツ選手権優勝者。
オリンピックにはシドニー、アテネ、北京と3度出場を果たし、アテネでは19m55の投擲でユミレイディ・クンバに次ぐ2位となり銀メダルを獲得した。その他、世界陸上競技選手権では4度表彰台に上がるなど、国際大会で優れた成績を残した。

## 主な戦績
| 年度 | 大会名                             | 開催地                            | 順位 | 記録  |
| ---- | ---------------------------------- | --------------------------------- | ---- | ----- |
| 1992 | 世界ジュニア陸上競技選手権         | ソウル( 韓国)                     | 12位 |       |
| 1993 | ヨーロッパジュニア陸上競技選手権   | サン・セバスティアン( スペイン)   | 2位  | [ 1 ] |
| 1994 | 世界ジュニア陸上競技選手権         | リスボン( ポルトガル)             | 6位  |       |
| 1996 | ヨーロッパ室内陸上競技選手権       | ストックホルム( スウェーデン)     | 5位  | [ 2 ] |
| 1997 | 世界陸上競技選手権                 | アテネ（ ギリシャ）               | 7位  | 18m42 |
| 1998 | ヨーロッパ室内陸上競技選手権       | バレンシア（ スペイン）           | 5位  | [ 3 ] |
| 1998 | ヨーロッパ陸上競技選手権           | ブダペスト( ハンガリー)           | 6位  |       |
| 1998 | IAAFワールドカップ                 | ヨハネスブルグ( 南アフリカ共和国) | 6位  |       |
| 1999 | 世界室内陸上競技選手権             | 前橋( 日本)                       | 5位  | 18m51 |
| 1999 | 世界陸上競技選手権                 | セビリア( スペイン)               | 2位  | 19m61 |
| 2000 | ヨーロッパ室内陸上競技選手権       | ゲント( ベルギー)                 | 2位  | [ 4 ] |
| 2000 | シドニーオリンピック               | シドニー（ オーストラリア）       | 8位  | 18m49 |
| 2001 | 世界室内陸上競技選手権             | リスボン( ポルトガル)             | 4位  | 18m87 |
| 2001 | 世界陸上競技選手権                 | エドモントン( カナダ)             | 2位  | 19m86 |
| 2002 | ヨーロッパ陸上競技選手権           | ミュンヘン( ドイツ)               | 6位  | 18m68 |
| 2003 | 世界陸上競技選手権                 | パリ( フランス)                   | 7位  | 18m48 |
| 2003 | IAAFワールドアスレチックファイナル | モンテカルロ( モナコ)             | 6位  |       |
| 2004 | 世界室内陸上競技選手権             | ブダペスト( ハンガリー)           | 3位  | 19m05 |
| 2004 | アテネオリンピック                 | アテネ( ギリシャ)                 | 2位  | 19m55 |
| 2004 | IAAFワールドアスレチックファイナル | モンテカルロ( モナコ)             | 4位  |       |
| 2005 | 世界陸上競技選手権                 | ヘルシンキ( フィンランド)         | 5位  | 19m07 |
| 2005 | IAAFワールドアスレチックファイナル | モンテカルロ( モナコ)             | 6位  |       |
| 2006 | 世界室内陸上競技選手権             | モスクワ( ロシア)                 | 2位  | 19m64 |
| 2006 | ヨーロッパ陸上競技選手権           | イェーテボリ( スウェーデン)       | 6位  |       |
| 2006 | IAAFワールドアスレチックファイナル | シュトゥットガルト( ドイツ)       | 6位  |       |
| 2007 | 世界陸上競技選手権                 | 大阪( 日本)                       | 3位  | 19m77 |
| 2007 | IAAFワールドアスレチックファイナル | シュトゥットガルト( ドイツ)       | 3位  |       |
| 2008 | 北京オリンピック                   | 北京（ 中華人民共和国）           | 7位  | 19m01 |
| 2008 | IAAFワールドアスレチックファイナル | シュトゥットガルト( ドイツ)       | 2位  |       |
| 2009 | 世界陸上競技選手権                 | ベルリン( ドイツ)                 | 2位  | 20m20 |
| 2009 | IAAFワールドアスレチックファイナル | テッサロニキ( ギリシャ)           | 4位  |       |
| 2010 | 世界室内陸上競技選手権             | ドーハ( カタール)                 | 5位  | 19m34 |

## 記録
- 砲丸投
  - 屋外 - 20m20（2009年8月16日 ベルリン）
  - 室内 - 19m64（2006年3月12日 モスクワ）
- 円盤投 - 50m99（2001年5月27日 ブランケンブルク）

## 参考資料・外部リンク
- ナディネ・クライナート - ワールドアスレティックスのプロフィール（英語）
- ナディネ・クライナート - Olympedia（英語）
- TBS「世界陸上ベルリン」　ナディネ・クライナート